# So Long, Astoria
So Long, Astoria is het vierde studioalbum van de Amerikaanse rockband The Ataris. Het is het eerste en enige album dat de band via het label Columbia Records heeft laten uitgeven, het label waar de band bij tekende nadat het contract bij het vorige label Kung Fu Records ten einde liep. Voor het album zijn er drie singles uitgebracht.
Het album werd in 2015 door Kung Fu Records en Columbia Records heruitgegeven.

## Nummers
1. "So Long, Astoria" - 3:22
2. "Takeoffs and Landings" - 3:56
3. "In This Diary" - 3:54
4. "My Reply" - 4:14
5. "Unopened Letter to the World" - 2:38
6. "The Saddest Song" - 4:15
7. "Summer '79" - 3:57
8. "The Hero Dies in This One" - 4:07
9. "All You Can Ever Learn is What You Already Know" - 3:31
10. "The Boys of Summer" (cover van Don Henley) - 4:18
11. "Radio #2" - 3:20
12. "Looking Back on Today" - 3:53
13. "Eight of Nine" - 3:30
14. "I Won't Spend Another Night Alone" - 3:50
15. "The Saddest Song (Acoustic)" - 4:10
16. "I Won't Spend Another Night Alone" (hidden track) - 3:50
17. "The Saddest Song (Acoustic)" (hidden track) - 4:09
18. "Beautiful Mistake" (Japanse bonustrack) - 3:13
19. "Rock 'N' Roll High School" (cover van Ramones, Japanse bonustrack) - 4:10

## Band
- Kristopher Roe - zang, slaggitaar, gitaar, basgitaar, mellotron, synthesizer
- Mike Davenport  - basgitaar
- John Collura  - gitaar, achtergrondzang, piano
- Chris Knapp - drums, slagwerk